# Gekko siamensis
Espèce
Gekko siamensis est une espèce de geckos de la famille des Gekkonidae.

## Répartition
Cette espèce est endémique de la province de Nakhon Ratchasima en Thaïlande.

## Étymologie
Son nom d'espèce, composé de siam et du suffixe latin -ensis, « qui vit dans, qui habite », lui a été donné en référence au lieu de sa découverte, le Siam.

## Publication originale
- Grossmann & Ulber, 1990 : Ein neuer Gecko aus Zentral-Thailand: Gekko siamensis sp. nov. (Reptilia: Sauria: Gekkonidae). Sauria, vol. 12, n. 3, p. 9-18.